# Équipe cycliste Artiach
L'équipe cycliste Artiach est une ancienne formation espagnole de cyclisme professionnel sur route, ayant existé de 1984 à 1995. L'équipe fut dirigée par Francisco Giner Rodrigo. Son principal sponsor sont les biscuiteries bilbaínas Artiach (es). Elle fusionne avec la formation Kelme en 1996. L'équipe a participé au Tour d'Espagne toutes les années de son existence, au Tour de France de 1985 à 1989, ainsi qu'à trois éditions du Tour d'Italie.

## Principaux coureurs
- Alberto Camargo
- Johnny Weltz
- Erwin Nijboer
- José Luis Rubiera
- Assiat Saitov
- Daniel Clavero
- Félix García Casas
- Orlando Rodrigues